# Studieplanning
Een studieplanning is een overzicht al of niet met een tijdsplanning gemaakt door een leerling of student om bepaalde leerstof beter te begrijpen.
Het wordt vooral gebruikt in het onderwijs voor huiswerk. Leerlingen op een basisschool leren tegenwoordig al vroeg om te gaan met een studiewijzer. Hierdoor leren ze op het voortgezet onderwijs, Hogeschool en universiteit beter en sneller leren. Vooral door de Studieondersteuning van het hoger onderwijs wordt het maken van een studieplanning aangeraden.
Studieplannen kunnen van elkaar verschillen. De ene planning is meer een gedetailleerde agenda, met per uur aangegeven welke activiteit zal gaan plaatsvinden. De meer nauwkeurige planning kan ook aangeven wat de tijdsbesteding is per activiteit, welke middelen er gebruikt worden en hoe het doel bereikt gaat worden.